# روس تي دير
روس تي دير (بالإنجليزية: Ross T. Dwyer)‏ هو ضابط أمريكي، ولد في 20 يوليو 1919 في هونولولو في الولايات المتحدة، وتوفي في 8 أكتوبر 2001 في ريفرسايد في الولايات المتحدة.